# Katherine Plouffe
Katherine Plouffe (15 de setembro de 1992) é uma basquetebolista profissional canadense.

## Carreira
Katherine Plouffe integrou a Seleção Canadense de Basquetebol Feminino, na Rio 2016, terminando na sétima colocação.